# Pulpo a la campechana
El pulpo a la campechana es un platillo tradicional de la cocina mexicana. Se compone de pulpo picado que se hierve lentamente en agua con su tinta, el vinagre, la cebolla, el ajo. El pulpo cocido se mezcla con una preparación de tomates, cebolla, ajo, cilantro, chile ancho y vino.
Se sirve con arroz blanco.